# Kaukaz Południowy

Kraje Kaukazu i ich podział wewnętrzny. Kaukaz Południowy rozciąga się na południe od granicy rosyjskiej

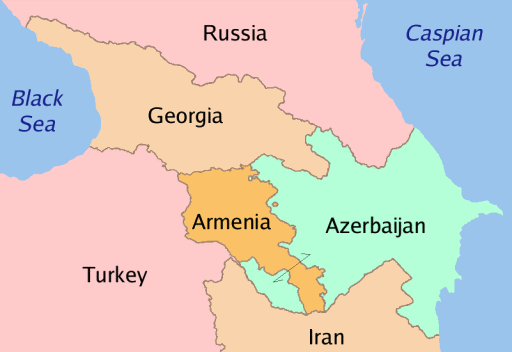
Państwa Kaukazu Południowego

Kaukaz Południowy, Zakaukazie, Zakaukazja, Transkaukazja – nazwa stosowana w odniesieniu do trzech państw
położonych na południe od głównego pasma Kaukazu, tzw. Wielkiego Kaukazu, na pograniczu euro-azjatyckim: Gruzji, Azerbejdżanu i Armenii. Współcześnie istniejące państwa powstały lub odzyskały niepodległość w wyniku rozpadu ZSRR, choć o wiele wcześniej istniały już tam lokalne państwa, takie jak m.in. Królestwo Gruzji czy Zakaukaska Demokratyczna Republika Federacyjna. Południowa część regionu Kaukaz.
Region ten obejmuje powierzchnię 186 100 km² z liczbą ludności wynoszącą 16 mln mieszkańców w 2003.

## Historia
Po zdobyciu Kaukazu przez Rosję Radziecką w latach 1920-1921, władze utworzyły w 1922 Zakaukaską Socjalistyczną Federacyjną Republikę Rad. Republika istniała od 12 marca 1922 do 5 grudnia 1936. W jej skład wchodziły republiki: Gruzińska SRR, Armeńska SRR i Azerbejdżańska SRR.
W tych republikach były także republiki i okręgi autonomiczne:
- w Gruzji – Abchaska ASRR (obecnie Abchazja), Adżarska ASRR (obecnie Adżaria) i Południowoosetyjski OA (Osetia Południowa),
- w Azerbejdżanie – Nachiczewańska ASRR (Nachiczewan) i Nagorno-Karabachski OA (Górski Karabach).

Stolicą ZSFRR był Tyflis (Tbilisi).